# NK Naprijed Hreljin
NK Naprijed Hreljin je nogometni klub iz Hreljina. Klub ima 8 selekcija: limači, mlađi i stariji morčići, mlađi i stariji pioniri, kadeti, juniori i seniori.
U sezoni 2021/22 se natječe u 3. HNL – Zapad.

## Povijest
Osnovan je 1922. godine, pod imenom NŠK Hridina. O povijesti samoga kluba, vjerojatno najviše govori pisani izvor, knjiga autora Nike Cvjetkovića  NK Naprijed Hreljin, 1922. – 1997.
"U Hreljin je 1920. ili 1921. godine došao novi učitelj - mlad, atletski građen Kordunaš Jovo Brletić. Nakon što je upoznao sredinu i sprijateljio se s mještanima Hreljina, svaku bi zgodu iskoristio da započne razgovor o nogometu nagovarajući usput sugovornike da se osnuje nogometni klub. U početku nije bilo mnogo razumijevanja, vjerojatno je i bio izložen podsmijehu mještana Hreljina koji su poznati kao dosta zatvorena sredina koja vrlo teško prihvaća pridošlice i njihove ideje. No Brletićeva upornost je urodila plodom. U rano proljeće 1922., osnovan je Nogometni sportski klub Hridina Hreljin."
U povijesti kluba najveća utakmica odigrana je na Lonji, prijateljska utakmica na kojoj je gostovao GNK Dinamo iz Zagreba 22. svibnja 1982. godine.

## Stadion
Domaće nogometno igralište kluba nalazi se u Lonji.

## Rivali
Najznačajniji rival ovoga kluba su NK Borac iz Bakra, NK Pomorac 1921., NK Grobničan, HNK Orijent 1919. te HNK Rijeka.